# Eugeniusz Szyr

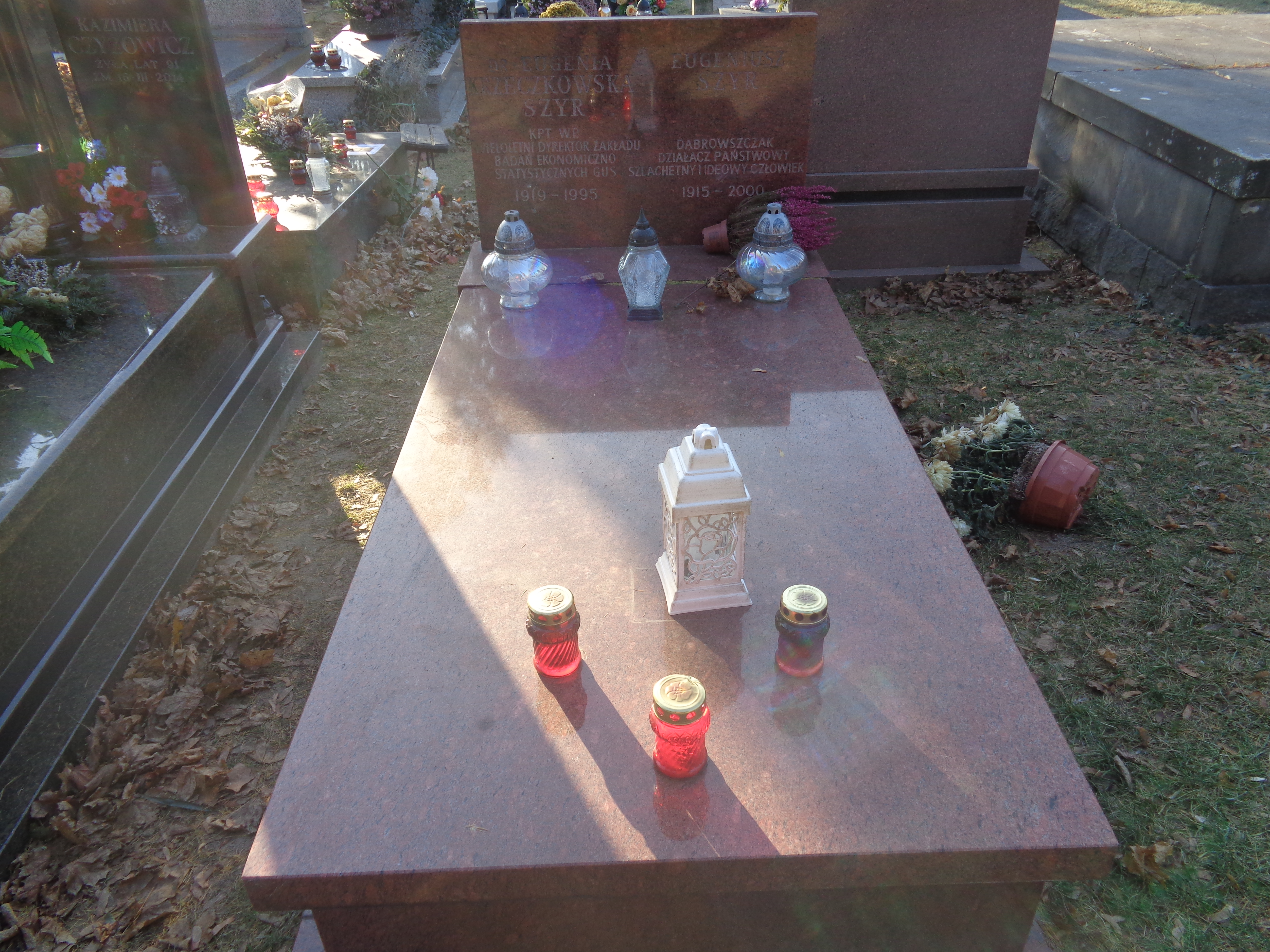
Grób Eugeniusza Szyra na cmentarzu Wojskowym na Powązkach

Eugeniusz Szyr, właśc. Gerszon albo Gerson Szyr, ps. „Misza Reger” (ur. 16 kwietnia 1915 w Łodygowicach, zm. 15 stycznia 2000 w Warszawie) – polski polityk komunistyczny, uczestnik wojny domowej w Hiszpanii, major ludowego Wojska Polskiego. Poseł na Sejm PRL I, III, IV i VI kadencji, przewodniczący Państwowej Komisji Planowania Gospodarczego (1954–1956), minister budownictwa (1956), przewodniczący Komitetu Nauki i Techniki (1963–1968), minister gospodarki materiałowej (1976–1981) i wiceprezes Rady Ministrów (1959–1972), członek Biura Politycznego KC PZPR (1964–1968). Budowniczy Polski Ludowej.

## Życiorys
Urodzony w żydowskiej rodzinie robotniczej, syn Stanisława i Marii (właściwie Szloma i Małki), uzyskał wykształcenie średnie. W latach 1930–1934 należał do Komunistycznego Związku Młodzieży Polski, od 1934 do 1936 do Komunistycznej Partii Polski, w latach 1935–1937 (gdy przebywał we Francji) do Francuskiej Partii Komunistycznej, a od 1944 był członkiem Polskiej Partii Robotniczej, w której od 1947 był zastępcą członka Komitetu Centralnego. 16 grudnia 1948 wraz z PPR znalazł się w szeregach Polskiej Zjednoczonej Partii Robotniczej, w której KC zasiadał w latach 1948–1981. W latach 1964–1968 był członkiem Biura Politycznego KC PZPR.
W latach 1937–1939 był żołnierzem Brygad Międzynarodowych walczących w hiszpańskiej wojnie domowej. Pełnił tam kolejno funkcje komisarza politycznego w batalionie im. Palafoxa (kompania im. Naftalego Botwina), obozie demobilizacyjnym polskich ochotników po rozwiązaniu brygad międzynarodowych, by w 1938 zostać komisarzem wszystkich obozów demobilizacyjnych. W czasie walk w Hiszpanii został ranny i był hospitalizowany. W czerwcu 1939 wszedł w skład Tymczasowego Ośrodka Kierowniczego KPP, który z ramienia Kominternu miał organizować nową partię w Polsce po rozwiązaniu KPP. W latach 1940–1943 był internowany we Francji i w obozie w Dżilfie w Algierii Francuskiej. W 1943, po zajęciu Algierii przez wojska alianckie, wyjechał do ZSRR przy okazji repatriacji obywateli tego kraju internowanych w Dżilfie i wstąpił do 1 Armii Polskiej w ZSRR. Działał w Związku Patriotów Polskich. W stopniu majora był tam m.in. zastępcą szefa zwiadu w Polskim Sztabie Partyzanckim. W latach 1944–1945 w aparacie politycznym wojska, zaangażowany w prace Komitetu Słowiańskiego w Polsce.
W latach 1946–1947 podsekretarz stanu w Ministerstwie Przemysłu, w latach 1947–1949 podsekretarz stanu w Ministerstwie Przemysłu i Handlu. W latach 1949–1953 był zastępcą przewodniczącego Państwowej Komisji Planowania Gospodarczego. Od marca 1954 do 11 lipca 1956 był przewodniczącym PKPG, a następnie do 13 listopada 1956 był ministrem budownictwa w rządzie Józefa Cyrankiewicza. Od 27 października 1959 do 29 marca 1972 był wicepremierem w drugim, trzecim i czwartym rządzie Józefa Cyrankiewicza oraz w rządzie Józefa Cyrankiewicza i Piotra Jaroszewicza. Od 5 lipca 1963 do 22 grudnia 1968 był również przewodniczącym Komitetu Nauki i Techniki. Od 27 marca 1976 do 31 października 1981 był ministrem gospodarki materiałowej w rządach Piotra Jaroszewicza i Edwarda Babiucha oraz Edwarda Babiucha, Józefa Pińkowskiego i Wojciecha Jaruzelskiego. Od 1981 na emeryturze.
W latach 1972–1976 przewodniczący Państwowej Rady Gospodarki Materiałowej.
W latach 1952–1956, 1961–1969 i 1972–1976 był posłem na Sejm PRL I, III, IV i VI kadencji.
Działacz wielu organizacji społecznych. Od 1962 był przewodniczącym Towarzystwa Przyjaźni Polsko-Afrykańskiej. Od 1965 pełnił funkcję przewodniczącego Polskiego Komitetu Solidarności z Narodami Azji, Afryki i Ameryki Łacińskiej. W latach 80. był przewodniczącym Krajowej Komisji Dąbrowszczaków przy Zarządzie Głównym Związku Bojowników o Wolność i Demokrację. Od września 1959 aż do marca 1990 był również wiceprezesem Rady Naczelnej ZBoWiD. 28 listopada 1988 wszedł w skład Honorowego Komitetu Obchodów 40-lecia Kongresu Zjednoczeniowego PPR-PPS – powstania PZPR.
Jego pierwszą żoną była Gustawa Berlewi (secundo voto Priszman, tertio voto Siuciak, 1908–1985), która w latach trzydziestych wyjechała z nim do Francji. W 1944 zawarł związek małżeński z Eugenią Krzeczkowską (1919–1995).
Był teściem Marcina Święcickiego, członka KC PZPR oraz byłego posła na Sejm RP i prezydenta Warszawy.
Zmarł w Warszawie. Pochowany w kwaterze Dąbrowszczaków na cmentarzu Wojskowym na Powązkach (kwatera A41-1-20).

## Ordery i odznaczenia
- Order Budowniczych Polski Ludowej (1974)[20]
- Order Sztandaru Pracy I klasy (dwukrotnie: 22 lipca 1950[21] i 1964[22])
- Krzyż Komandorski z Gwiazdą Orderu Odrodzenia Polski
- Order Krzyża Grunwaldu II klasy (22 lipca 1949)[23]
- Krzyż Komandorski Orderu Odrodzenia Polski (16 lipca 1946)[24]
- Order Krzyża Grunwaldu III klasy
- Krzyż Oficerski Orderu Odrodzenia Polski
- Krzyż Srebrny Orderu Virtuti Militari
- Złoty Krzyż Zasługi (18 stycznia 1946)[25]
- Medal „Za waszą wolność i naszą”
- Medal Zwycięstwa i Wolności 1945
- Medal 40-lecia Polski Ludowej (1984)[26]
- Medal 30-lecia Polski Ludowej (1974)[27]
- Medal 10-lecia Polski Ludowej
- Medal im. Ludwika Waryńskiego (1986)[28]
- Odznaka 1000-lecia Państwa Polskiego (1966)[29]
- Złote Odznaczenie im. Janka Krasickiego (1966)[30]
- Złota Honorowa Odznaka PTTK (1960)[31]
- Złota odznaka honorowa Stowarzyszenia Księgarzy Polskich (1965)[32]
- Honorowa odznaka Polskiego Związku Lekkiej Atletyki (1962)[33]
- Medal „100-lecie sportu polskiego” (1967)[34]
- Odznaka honorowa „Za zasługi dla Gdańska” (1960)[35]
- Złota odznaka honorowa „Za Zasługi dla Warszawy” (1966)[36]
- Medal „20-lecia Wyzwolenia Poznania i Wielkopolski” (1965)[37]
- Odznaka honorowa I stopnia „Za szczególne zasługi dla rozwoju województwa bydgoskiego” (1965)[38]
- Odznaka „Budowniczy Huty im Lenina” (1967)[39]
- Medal pamiątkowy „40-lecia PZPR” (1988)[40]
- Wielki Oficer Orderu Lwa Białego (Czechosłowacja, 1947)[41]
- Order Flagi Narodowej I stopnia (KRLD, 1954)[42]
- Order 9 września 1944 II stopnia (Bułgaria, 1948)[43]
- Order Przyjaźni (Wietnam, 1979)[44]
- Order „Znak Honoru” (ZSRR, 1958)[45]
- Medal jubileuszowy „Czterdziestolecia zwycięstwa w Wielkiej Wojnie Ojczyźnianej 1941–1945” (ZSRR, 1985)[46]